# It Had to Be You: The Great American Songbook
It Had to Be You: The Great American Songbook é o vigésimo álbum de estúdio do cantor Rod Stewart, lançado a 22 de Outubro de 2002.
Este disco conta com uma seleção das melhores músicas pop produzidas nos Estados Unidos antes da era pré-rock, passando por compositores como os irmãos George Gershwin e Ira Gershwin, até Cole Porter.

## Faixas
| N.º | Título                                    | Compositor(es)                           | Duração |  |
| 1.  | "You Go to My Head"                       | J. Fred Coots, Haven Gillespie           | 4:17    |  |
| 2.  | "They Can't Take That Away from Me"       | George Gershwin, Ira Gershwin            | 3:25    |  |
| 3.  | "The Way You Look Tonight"                | Dorothy Fields, Jerome Kern              | 3:49    |  |
| 4.  | "It Had to Be You"                        | Isham Jones, Gus Kahn                    | 3:24    |  |
| 5.  | "That Old Feeling"                        | Lew Brown, Sammy Fain                    | 2:54    |  |
| 6.  | "These Foolish Things (Remind Me of You)" | Harry Link, Holt Marvell, Jack Strachey  | 3:48    |  |
| 7.  | "The Very Thought of You"                 | Ray Noble                                | 3:20    |  |
| 8.  | "Moonglow"                                | Eddie DeLange, Will Hudson, Irving Mills | 3:32    |  |
| 9.  | "I'll Be Seeing You"                      | Sammy Fain, Irving Kahal                 | 3:51    |  |
| 10. | "Ev'ry Time We Say Goodbye"               | Cole Porter                              | 3:27    |  |
| 11. | "The Nearness of You"                     | Hoagy Carmichael, Ned Washington         | 3:00    |  |
| 12. | "For All We Know"                         | J. Fred Coots, Sam M. Lewis              | 3:24    |  |
| 13. | "We'll Be Together Again"                 | Carl Fischer, Frankie Laine              | 3:54    |  |
| 14. | "That's All"                              | Alan Brandt, Bob Haymes                  | 3:03    |  |

## Paradas
| Paradas (2002)      | Posição |
| ------------------- | ------- |
| Billboard 200       | 4       |
| Top Canadian Albums | 10      |